# Comté de Harris (Géorgie)
Pour les articles homonymes, voir Harris et Comté de Harris.
Le comté de Harris est un comté de Géorgie, aux États-Unis, dont le siège se trouve à Hamilton.

## Démographie
| 1830  | 1840   | 1850   | 1860   | 1870   | 1880   |
| ----- | ------ | ------ | ------ | ------ | ------ |
| 5 105 | 13 933 | 14 721 | 13 736 | 13 284 | 15 758 |

| 1890   | 1900   | 1910   | 1920   | 1930   | 1940   |
| ------ | ------ | ------ | ------ | ------ | ------ |
| 16 797 | 18 009 | 17 886 | 15 775 | 11 140 | 11 428 |

| 1950   | 1960   | 1970   | 1980   | 1990   | 2000   |
| ------ | ------ | ------ | ------ | ------ | ------ |
| 11 265 | 11 167 | 11 520 | 15 464 | 17 788 | 23 695 |

| 2010   | - | - | - | - | - |
| ------ | - | - | - | - | - |
| 32 024 | - | - | - | - | - |